# هاسه بوری
هاسه بوری (سوئدی: Hasse Borg؛ زادهٔ ۴ اوت ۱۹۵۳) بازیکن فوتبال اهل سوئد بود.
از باشگاه‌هایی که در آن بازی کرده‌است می‌توان به باشگاه فوتبال مالمو و باشگاه فوتبال آینتراخت برانشوایگ اشاره کرد.
وی همچنین در تیم ملی فوتبال سوئد بازی کرده‌است.